# Corydalis chrysosphaera
Corydalis chrysosphaera är en vallmoväxtart som beskrevs av Marquand och Airy-shaw. Corydalis chrysosphaera ingår i släktet nunneörter, och familjen vallmoväxter. Inga underarter finns listade i Catalogue of Life.